# Katrina and the Waves
Katrina and the Waves fou una banda anglo-estatunidenca de pop rock dels anys 80 i 90, especialment coneguda pel seu èxit "Walking on Sunshine" i de la seva victòria al Festival d'Eurovisió 1997 amb "Love Shine a Light".

## Història

### Prehistòria (1975–80)
La primera encarnació de la banda fou com a The Waves, un grup que va actuar a Cambridge i Anglaterra, entre 1975 i 1977, al voltant del guitarrista Kimberley Rew i el baterista Alex Cooper. Aquesta encarnació dels Waves mai no va publicar cap enregistrament, i es va dissoldre quan Rew va marxar per unir-se a The Soft Boys.
Un avantpassat més directe de Katrina and the Waves va ser la banda Mama's Cookin, una banda de versions de pop que provenia de Feltwell, Anglaterra. Aquesta banda, fundada el 1978, comptava amb l'estatunidenca Katrina Leskanich a la veu i els teclats, i el seu xicot (i compatriota) Vince de la Cruz a la veu i la guitarra principal. A finals de 1980, Alex Cooper s'havia unit al grup a la bateria, amb Bob Jakins al baix. Mama's Cookin es dedicà a tocar constantment a Anglaterra durant els següents dos anys, i s'especialitzà a versionar cançons d'artistes estatunidencs, com ara Heart, Foreigner, Linda Ronstadt i ZZ Top.

### Primers dies com a The Waves (1981–82)
Quan The Soft Boys es va dissoldre el 1981, Rew es va posar en contacte amb el seu antic company de Wave, Cooper, per veure com renovar la seva col·laboració musical. Cooper va convèncer Rew per unir-se a Mama's Cookin i el grup de cinc components (Leskanich / Rew / Cooper / De la Cruz / Jakins) va ser rebatejat ràpidament com a The Waves pel fet que la banda de Rew i Cooper haguessin estat junts a mitjans dels anys 70.
The Waves tenien al capdavant el cantant / compositor / guitarrista Rew, que va aportar una gran quantitat de material original a la banda. Mentrestant, Leskanich, originalment, només cantava com a vocalista principal a les versions que tenia el repertori de la banda. No obstant això, durant el primer any de l'existència de The Waves, Rew va començar a escriure material per a Leskanich per cantar i aviat en fou el vocalista principal.
The Waves va fer les seves aparicions inicials en un senzill de 1982 ("Nightmare" / "Hey, War Pig!"); ambdues cançons van ser incloses en l'àlbum en solitari de Rew de 1982 anomenat The Bible of Bop. The Waves després va publicar el seu primer EP, Shock Horror, més tard, el 1982. Aleshores, el baixista Jakins va deixar la banda, i De la Cruz es va fer càrrec del baix. Ara quartet, The Waves van publicar el single Brown Eyed Son al Regne Unit a l'agost de 1982 abans de reanomenar-se definitivament com a Katrina and the Waves.

### Primerenc èxit canadenc (1983–84)
A principis del 1983, la naixent banda va enregistrar, a càrrec seu, un LP del seu material original dissenyat per a ser venut als concerts. Rew va escriure totes les cançons d'aquest disc, i Leskanich va cantar vuit dels deu temes de l'àlbum. (Rew va cantar els altres dos.)
El LP es va presentar a diversos segells discogràfics, però només Attic Records al Canadà va respondre amb una oferta. En conseqüència, tot i que esta radicats a Anglaterra, el primer àlbum de Katrina and The Waves, Walking On Sunshine, només es va publicar al Canadà.
L'àlbum va obtenir una atenció crítica i una reproducció a la ràdio suficients (especialment per a la cançó del títol) per merèixer una gira canadenca. El 1984, el grup va publicar un àlbum de seguiment al Canadà (Katrina and the Waves 2, amb Leskanich que ara era sempre el vocalista. Rew continuava essent el principal compositor de cançons, però De la Cruz també va ser responsable d'algunes cançons, incloent-hi el destacat èxit canadenc "Mexico".
També el 1984, la seva cançó "Going Down to Liverpool" fou versionada per The Bangles, que la van afegir al seu perfil.El grup s'estava creant una fama amb els seus enregistraments i extenses gires, la qual cosa va suscitar un interès important per part dels segells discogràfics, i Katrina and the Waves van signar un acord internacional amb Capitol Records el 1985.

### "Walking on Sunshine" i èxit internacional (1985–89)
Per al primer àlbum de Capitol, la banda va tornar a gravar, remesclar o arranjar 10 cançons dels seus anteriors llançaments canadencs per crear el seu autoanomenat àlbum de debut internacional el 1985.
L'àlbum Katrina and the Waves va tenir un èxit crític i comercial important, i el grup va tenir un èxit mundial amb la cançó "Walking on Sunshine" (núm. 9 EUA, núm. 8 Regne Unit, Una versió completament regravada i substancialment reordenada de la cançó en comparació amb el seu llançament inicial exclusiu per al Canadà del 1983). A continuació va arribar una nominació al Premi Grammy com a Millor Artista Novell. Al mateix temps, les constants gires del grup van contribuir a estimular les vendes moderades de nous llançaments.
Un senzill de continuació de "Walking on Sunshine" anomenat "Do You Want Crying" (escrit per De la Cruz) també es va convertir en el primer èxit dels Estats Units, on arribà al núm. 37 a finals d'estiu del 1985.
No obstant això, l'àlbum posterior a Katrina and the Waves (titulat simplement Waves) no va topar amb la mateixa mesura d'èxit, ni a nivell de crítica ni comercial. Rew va escriure només dues de les 10 cançons del l'LP; De la Cruz i Leskanich n'escrigueren quatre. El baterista Cooper, entrevistat uns anys després, va afirmar "Fou un error quan vam començar a prendre el control de Kimberley quant a la contribució musical. El segon àlbum de Capitol va ser horrible".
L'àlbum va aconseguir un èxit menor al Regne Unit i als Estats Units, sota la forma signada per Rew "Is That It?" (núm. 70 EUA, núm. 82 Regne Unit) i "Sun Street" (composició de De la Cruz) es van situar entre els 30 temes més destacats del Regne Unit el 1986. Tot i això, Capitol va deixar la banda després de l'àlbum Waves.
La banda després va gravar un àlbum de 1989 per a SBK Records distribuït per Capitol anomenat Break of Hearts, un esforç més dur i orientat al rock que els seus anteriors llançaments. L'àlbum incloïa "That is the Way" que va arribar al núm. 16 als Estats Units (atribuït a Leskanich/Rew), però els senzills posteriors, entre els quals hi havia "Rock 'n' Roll Girl", no van aconseguir entrar als rànquings d'èxits i la banda es veié de nou abandonada per la seva discogràfica.

### Davallada i sorprenent retorn (1990–97)
Al llarg de la dècada de 1990, Katrina i les onades van enregistrar força, tot i que la majoria dels llançaments estaven disponibles només a Europa continental i / o Canadà, i no van enregistrar cap senzill. També van gravar la cançó "We Gotta Get Out of This Place" amb Eric Burdon per a la sèrie de televisió  China Beach  el 1990.
Tanmateix, a finals de la dècada de 1990, la banda havia desaparegut, fins que sorprenentment (tot i que breument) van tornar a aparèixer al punt de mira guanyant el Festival d'Eurovisió 1997 per al Regne Unit el 3 de maig de 1997 amb la cançó "Love Shine a Light".La cançó va guanyar amb un marge de rècord de 70 punts sobre el segon classificat, l'irlandès Marc Roberts.
"Love Shine a Light" es va convertir en el major èxit al Regne Unit mai assolit per Katrina and the Waves, i va arribar al número 3 a la UK Singles Chart.

### Dissolució (1998–99)
Malgrat el seu retorn als ulls del públic al Regne Unit, Katrina and the Waves no van poder seguir l'estela de "Love Shine a Light" amb un altre èxit, i Leskanich va deixar el grup el 1998 després de diversos desacords dins de la banda.A continuació es va produir una lluita legal que impedia que Leskanich utilitzés el nom de banda. Tot i els intents de the Waves per trobar una nova "Katrina" al capdavant del grup, els tres membres del grup restants van dissoldre la banda per prosseguir les seves carreres individuals el 1999.

### Impacte de l'huracà "Katrina" (2005)
Quan l'huracà Katrina i la seva onada de tempestes van devastar bona part de la costa del Golf dels Estats Units el 29 d'agost de 2005, el programa de notícies de l'MSNBC Countdown with Keith Olbermann va anomenar la cobertura de la tempesta "Katrina and the Waves"; el nom també va aparèixer en nombrosos títols i publicacions de blogs. Un periodista de The New York Times es va posar en contacte amb Katrina Leskanich, que va dir: "La primera vegada que vaig fullejar el diari i vaig veure que "el Katrina mata 9", va ser un xoc ... Espero que el veritable esperit de "Walking on Sunshine" prevaldrà. Odiaria que el títol estigués tenyit de tristesa i hauré de fer la meva part per ajudar a donar-li la volta." També va afirmar que esperava que "Walking on Sunshine" es convertís en un himne per a la recuperació de la costa del Golf.

### Activitat recent (2010–13)
El 2010 va marcar el 25è aniversari del llançament de "Walking on Sunshine" i es van publicar una sèrie de reedicions del catàleg anterior i una versió regravada del tema.
El juny de 2011, el grup va amenaçar amb accions legals contra la candidata a la presidència dels Estats Units Michele Bachmann per haver interpretat la seva música a la seva campanya electoral. En una declaració al lloc web oficial del grup, es podia llegir: "Katrina and the Waves voldrien que se sabés que no avalen l'ús de Walking on Sunshine per part de Michele Bachmann i que han donat instruccions als seus advocats en conseqüència". Leskanich va afirmar que volia prohibir que els republicans utilitzessin la cançó perquè no estava d'acord amb les seves polítiques.
Al juliol de 2013, Katrina es va reunir amb the Waves per actuar al festival de San Fermín d'Espanya per al penúltim concert de la temporada a la Plaza del Castillo.

## Integrants
- Katrina Leskanich - vocalista, guitarra rítmica
- Kimberley Rew - guitarra líder
- Alex Cooper - bateria
- Vince de la Cruz - baix

## Discografia

### Àlbums
- Shock Horror (1983)
- Walking on Sunshine (1983)
- Katrina and the Waves 2 (1984)
- Katrina and the Waves (1985) #28 UK
- Waves (1986) #25 US
- Break of Hearts (1989) #122 US*
- Pet The Tiger (1991)
- Edge of the Land (1993)
- Turnaround (1994)
- Roses (1995)
- Katrina and the Waves / Waves (1996)
- Walk on Water (1997)
- Walking on Sunshine - Greatest Hits (1997)
- The Original Recordings - 1983-1984 (2003)

### Senzills
- "Que Te Quiero" (1984) #84 Regne Unit, #71 Estats Units
- "Walking on Sunshine" (1985) #8 Regne Unit, #9 Estats Units, #4 Austràlia
- "Do You Want Crying" (1985) #96 Regne Unit, #37 Estats Units
- "Is That It" (1986) #82 Regne Unit, #70 Estats Units
- "Sun Street" (1986) #22 Regne Unit
- "That's The Way" (1989) #84 Regne Unit, #16 Estats Units
- "Rock 'N' Roll Girl" (1989) #93 Regne Unit
- "Walking on Sunshine" (re-issue) (1996) #53 Regne Unit
- "Love Shine a Light" (1997) #3 Regne Unit